# 荒木光太郎
荒木 光太郎（あらき みつたろう、1894年5月18日 - 1951年9月29日）は、日本の経済学者である。東京出身。日本画家荒木十畝の息子。専門は貨幣論。

## 略歴
1919年東京帝国大学農学部（現・東京大学農学部）助教授となり、1927年農学部教授に就任。1928年から東京帝国大学経済学部教授を兼務し、1935年に経済学部に移籍。1938年から1939年まで日独交換教授としてドイツに派遣されベルリン日本研究所代表を務めた。1945年11月辞職。
荒木の残した資料は現在、名古屋大学大学院経済学研究科附属国際経済政策研究センター情報資料室にて「荒木光太郎文書」として公開されており、一部の資料はオンラインで閲覧できる。墓所は多磨霊園。

## 家族
妻の荒⽊光⼦（1902-1986）は、荘清次郎の五女で、兄に荘清彦、姉の夫に男爵・西村敬三、福島繁太郎、高木健吉がおり、高木の妹と光太郎の弟は夫婦。光子は『マッカーサー元帥レポート』の⽇本側のチーフ・エディターを務めた光太郎とともにその編纂に携わり、絵画やビジュアル史料の収集・製作の中⼼を担い、GHQのG2歴史課の事務所が日比谷の日本郵船ビルにあったことから「郵船ビルの淀君」と呼ばれ、絶⼤な権⼒を持っていた。光子に関心を持った松本清張はエッセイ「占領「⿅鳴館」の⼥たち」（初出『婦⼈公論』1960年11⽉号、『松本清張全集 34』収録）で触れたほか、⼩説のなかに登場させるつもりであったが、死去により叶わなかった。

## 著作
- 『墺太利学派経済学』日本評論社、1929年
- （共著）『貨幣制度』日本評論社、1929年
- 『貨幣制度概説』日本評論社、1933年
- 『貨幣と物価』東洋出版社、1934年
- 『現代貨幣問題』改造社、1935年
- 『満・支幣制改革問題』改造社、1936年
- 『貨幣概論』有斐閣、1936年
- （編著）『インフレーション』日本評論社、1938年
- （編著）『動揺期の金融学説』ダイヤモンド社出版部、1938年
- （編著）『日独文化の交流―日独学徒大会研究報告』日独文化協会、1941年